# Daniel Arreola
Daniel Arreola Argüello (Cancún, Quintana Roo, México, 8 de octubre de 1985) es un  exfutbolista mexicano, jugó cómo Defensa y actualmente está retirado del fútbol.

## Trayectoria
Arreola apodado “La Torre” debido a su gran estatura debutó en el primer partido de la temporada Apertura 2008, entrando como cambio en el minuto 54, ya que Atlante venció al Deportivo Toluca, por 2-1. Anotó su primer gol el 12 de noviembre de ese mismo año contra Tecos UAG en la victoria 3-1.

## Selección nacional
Su aparición internacional fue por primera vez el 17 de marzo de 2010 contra la selección de Corea del Norte, quedándose México con la victoria 2-1.

## Clubes
| Club                       | País       | Año         |
| -------------------------- | ---------- | ----------- |
| Atlante F. C.              | México     | 2008 - 2010 |
| C. F. Pachuca              | México     | 2010        |
| Club Atlas                 | México     | 2011        |
| C. F. Pachuca              | México     | 2012 - 2015 |
| Club Atlas                 | México     | 2016 - 2018 |
| Club Puebla                | México     | 2018 - 2021 |
| Liga Deportiva Alajuelense | Costa Rica | 2021 - Act. |

## Palmarés

### Como jugador

#### Campeonatos internacionales
| N.º | Título                           | Equipo        | Lugar      | Año  |
| --- | -------------------------------- | ------------- | ---------- | ---- |
| 1   | Liga de Campeones de la Concacaf | C. F. Atlante | México     | 2009 |
| 2   | Liga Concacaf                    | Alajuelense   | Costa Rica | 2020 |